# Caroline Lake Quiner
Caroline Lake Quiner Ingalls (Brookfield, Wisconsin, 12 de diciembre de 1839-De Smet, Dakota del Sur, 20 de abril de 1924) fue la madre de la novelista estadounidense Laura Ingalls autora del libro La Pequeña Casa en la Pradera.

## Biografía
Hija de Charlotte y Henry Quiner, su padre falleció cuando ella sólo tenía 5 años de edad, su madre se casó con Frederick Holbrook 5 años después. A la edad de 16 años comenzó a enseñar en la escuela. 
Se casó con Charles Phillip Ingalls el 1 de febrero de 1860, y tuvieron 5 hijos: Mary, Laura, Freddie, Carrie y Grace.

## En la ficción
En la serie de televisión La Pequeña Casa en la Pradera su personaje fue interpretado por Karen Grassle.
Es en la vida real en la que adoptan tres niños, en la serie adoptan a un niño que encuentra Charles en un viaje a la capital, en la ficción adoptan tres niños que quedan huérfanos y que iban a ser separados, en concreto, los hermanos Alicia, Carl y John Jr, que son adoptados por el matrimonio de Grace Snider, la encargada de la oficina de correos y el señor Edwards, amigo de Charles Ingalls desde el principio de la serie y que trabaja con él en el aserradero.